# Kazimierz Karol Milicer

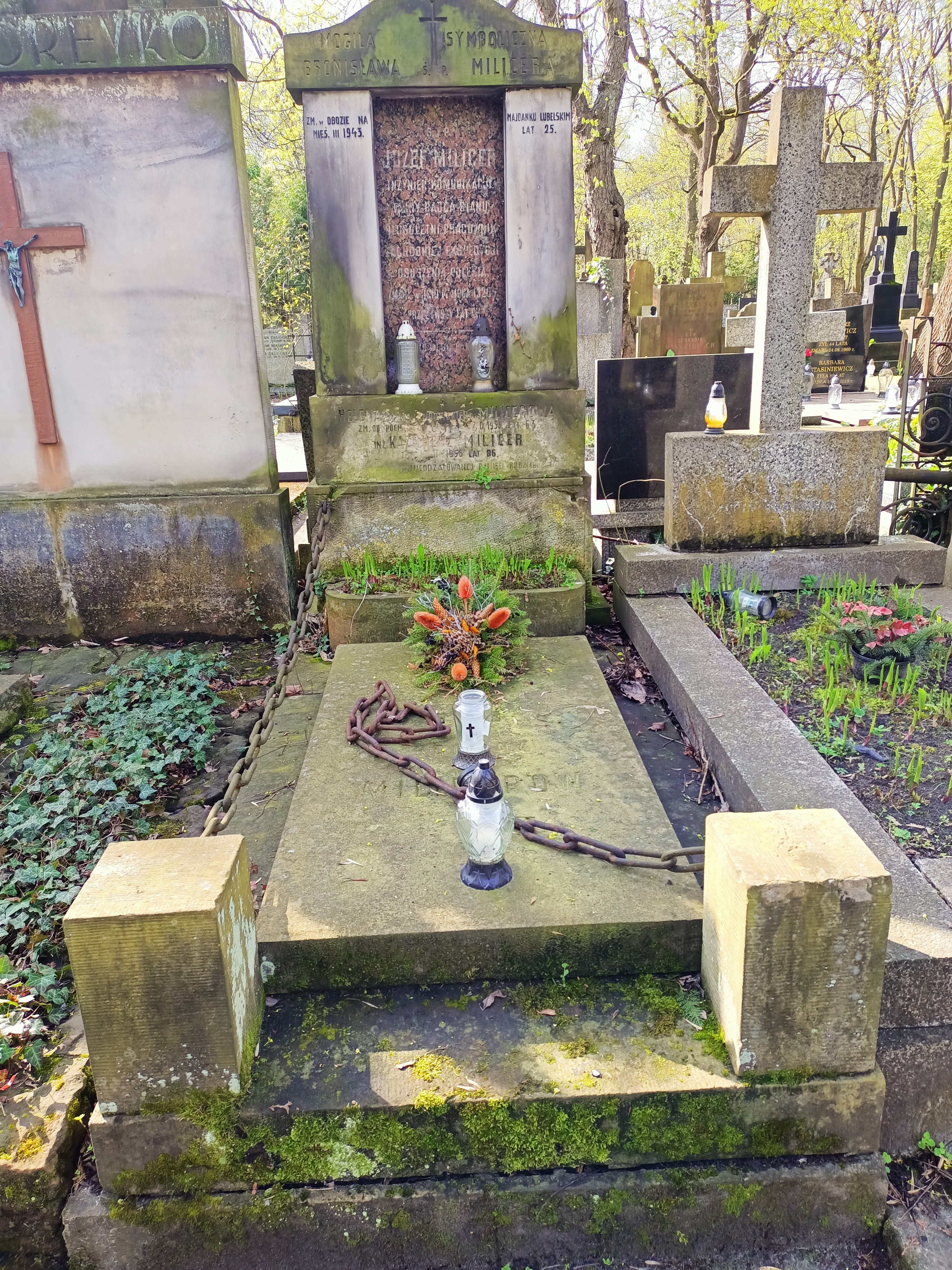
Grób Kazimierza Karola i Józefa Milicerów na Cmentarzu Powązkowskim w Warszawie

Kazimierz Karol Milicer, (ur. 28 sierpnia 1869 w Opatowie, zm. 10 lutego 1956 w Warszawie) – polski inżynier komunikacji, nauczyciel.
Ukończył szkołę elementarną w Opatowie, gimnazjum w Radomiu i Instytut Inżynierów Komunikacji w Petersburgu (1897). Podczas studiów przewodniczący Stowarzyszenia Polskich Studentów tej uczelni. W 1905 był czynnym członkiem Polskiej Partii Socjalistycznej. Po studiach pracował w dyrekcji kolei w Kijowie.
W czasie wojny polsko-bolszewickiej służył ochotniczo w Wojsku Polskim, uczestniczył w fortyfikowaniu Brześcia nad Bugiem i Warszawy. Po wojnie pracował na budowie Kolei Warszawsko-Kaliskiej, trasował linię od byłej granicy pruskiej do Zduńskiej Woli. Następnie był głównym inżynierem przebudowy warszawskiego węzła kolejowego.
Pracował w szkolnictwie zawodowym. Członek zarządu głównego Stowarzyszenia Nauczycieli Szkół Zawodowych.
Wykonał projekt odwodnienia Ciechocinka i odwodnienia prawego brzegu Wisły, Saskiej Kępy, Zawala Miedzeszyńskiego oraz północnej części powiatów warszawskiego i radzymińskiego. Ogłosił artykuły w „Przeglądzie Technicznym” w sprawie odwodnienia Ciechocinka, Saskiej Kępy i prawego brzegu Wisły pod Warszawą.
Pochowany na Cmentarzu Powązkowskim w Warszawie (kwatera 219, rząd 1, miejsce 9).

## Życie prywatne
Syn Karola i Franciszki z Nowakowskich. Miał brata Józefa Franciszka, także inżyniera komunikacji. Od 1908 mąż Heleny z Lewandowskich (1876–1939). Mieli syna, w latach II wojny światowej żołnierza RAF – Henryka Kazimierza (1915–1996) i córkę Halinę (1920–1980), żonę peowiaka i ubezpieczeniowca Aleksandra Zenona Grużewskiego (1895–1968).